# Assedio di Ōta
L'assedio di Ōta-ji (太田城の戦い?, Ōta Jō no Tatakai)) venne condotto nel 1585 da Toyotomi Hideyoshi subito dopo l'assedio di Negoro-ji.
Il castello di Ōta, la cui guarnigione era considerevolmente aumentata dai monaci in fuga dal tempio di Negoro-ji, era sotto il comando di Ōta Munemasa.
Le difese del castello rendevano impraticabile la stessa tattica utilizzata col fuoco al tempio di Negoro-ji, quindi Hideyoshi optò per la sua tecnica preferita e ordinò la costruzione di una diga per deviare le acque del Kiigawa e inondare il castello. A causa della topografia locale costruire una diga lungo i lati nord, ovest e sud del castello era un compito più difficile rispetto a Takamatsu, ma una lunga palizzata fu comunque costruita ad una distanza di circa 300 metri dalle mura del castello e riempita di terra. Sul lato orientale la diga fu lasciata aperta per consentire l'ingresso delle acque. Dal 9 maggio le acque del Kiigawa cominciavano a riempire il bacino attorno alle mura del castello. Le forti piogge aiutarono il lungo processo di riempimento, isolando completamente la guarnigione.
Tuttavia i difensori non si arresero, incoraggiati anche dal parziale crollo di una sezione della diga di Hideyoshi che causò la morte di numerosi assedianti mentre l'acqua usciva dal bacino. Ma presto la fame cominciò a prendere il sopravvento e il 21 maggio la guarnigione si arrese e 50 samurai lanciarono una carica finale contro l'armata di Hideyoshi, suicidandosi onorevolmente.
I rimanenti soldati, contadini, donne e bambini che furono trovati nel castello vennero disarmati. Gli appartenenti alle famiglie dei samurai vennero decapitati mentre i contadini furono rimandati nelle loro terre.